# 청아
"청아"는 2014년에 개봉한 대한민국의 영화이다.

## 캐스팅
- 김세인 : 심청아 역
- 방성호 : 강산해 역
- 조병기 : 최동팔 역
- 엄춘배 : 심학규 역
- 김정혜
- 김나영
- 이자은
- 강병진 : 정육점 주인 역
- 채은주 : 귀금속 종업원 역